# ГЕС Рукатайо
ГЕС Рукатайо (ісп. Rucatayo) — гідроелектростанція на півдні Чилі на межі регіонів Лос-Лагос (X Регіон) та Лос-Ріос (XIV Регіон). Розташована після ГЕС Пільмайкен і становить нижній ступінь у каскаді на річці Пільмайкен, лівій притоці Буено, що впадає в Тихий океан за чотири сотні кілометрів на південь від міста Консепсьйон.
У межах проекту річку перекрили греблею висотою 42 метри, довжиною 109 метрів та шириною 10 метрів. Поряд з нею починається короткий канал довжиною 0,4 км, що веде по лівобережній частині долини до шлюзів для перепуску надлишкової води, трохи ближче від яких облаштовано водозабір. З останнього подається ресурс до машинного залу, обладнаного однією турбіною типу Каплан потужністю 52,5 МВт, яка при напорі у 33,5 метра забезпечує виробництво 300 млн кВт-год електроенергії на рік.